# Johanna Senfter
Johanna Senfter (27 de Novembro de 1879 - 11 de Agosto de 1961) foi uma compositora alemã.

## Percurso
Johanna Senfter nasceu e morreu em Oppenheim, era filha de Elise and Georg Senfter e tinha 5 irmãos mais velhos. A partir de 1895  estudou composição com Iwan Knorr, violino com Adolf Rebner,  piano com Karl Friedberg  e órgão no Conservatório Hoch em Frankfurt am Main.
Quando em 1908 ela começou a  estudar com Max Reger em Leipzig, já possuía um conhecimento musical considerável.
Ela compôs nove sinfonias, 26 obras orquestrais e concertos para piano, violino, viola e violoncelo.
Senfter era uma compositora magistral da fuga.
No total, ela deixou para trás 134 obras.

## Prémios
Em 1910 recebeu o Arthur Nikisch Prize de melhor composição de 1909, pela sua Sonata in G major, Op. 6

## Discografia
- Mulheres na música ( Feminae Records, 2007)
  - Elegie, op. 13, n. 3 - Interpretado por: Aleksandra Maslovaric (violino), Tânia Fleischer (piano)